# 塞巴斯蒂安·厄尔
塞巴斯蒂安·厄尔（英語：Sebastian Earl，1900年1月2日—1983年4月10日），英国男子赛艇运动员。他曾代表英国参加1920年夏季奥林匹克运动会赛艇比赛，获得男子八人单桨有舵手银牌。